# Shenandoah (Luizjana)
Shenandoah – jednostka osadnicza w Stanach Zjednoczonych, w stanie Luizjana, w parafii East Baton Rouge.